# Parco nazionale di Aggtelek
Il parco nazionale di Aggtelek è una area naturale protetta situata nell'Ungheria settentrionale. Il parco venne fondato nel 1985. Si estende per 198,92 km² (di cui 39.22 km² sono strettamente protetti).

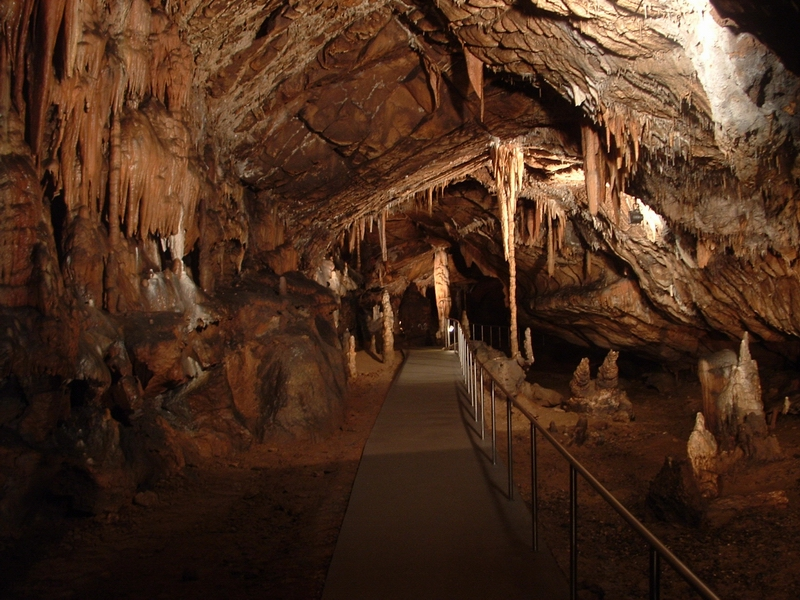
La Grotta dell'Aggtelek

Comprende le grotte dell'Aggtelek e Slovak Karst, patrimonio dell'umanità dell'UNESCO dal 1995. La più grande grotta di stalattiti dell'intera Europa si trova in quest'area: la grotta Baradla (26 km di lunghezza, di cui 8 km si trovano in Slovacchia, dove è conosciuta con il nome di Domica).